# 음력 3월 2일
음력 3월 2일은 음력 3월의 2번째 날이다.

## 문화
- 2024년 - 대한민국 제22대 국회의원 선거

## 탄생
- 1971년 - 대한민국의 트로트 가수 김혜연.
- 1973년 - 대한민국의 야구인 송지만.
- 1979년 - 대한민국의 배우 박시연.
- 1985년 - 대한민국의 배우 이태성.
- 1986년
  - 대한민국의 배우 정은우.
  - 대한민국의 배우 민서현.
  - 대한민국의 배우 신현빈.
- 1990년 - 대한민국의 래퍼 도끼.
- 1997년 - 대한민국의 가수 로즈마일.

## 같이 보기
- 음력 360일: 1월 2월 3월 4월 5월 6월 7월 8월 9월 10월 11월 12월
- 전날:3월 1일 다음날:3월 3일 - 전달:2월 2일 다음달:4월 2일
- 양력:3월 2일
- 음력, 윤달